# Cantalice
Cantalice é uma comuna italiana da região do Lácio, província de Rieti, com cerca de 2883 habitantes. Estende-se por uma área de 37 km², tendo uma densidade populacional de 78 hab/km². Faz fronteira com Leonessa, Micigliano, Poggio Bustone e Rieti.

## Demografia
| Variação demográfica do município entre 1861 e 2011                               |
|                                                                                   |
| Fonte: Istituto Nazionale di Statistica (ISTAT) - Elaboração gráfica da Wikipedia |